# Путешествие молодого композитора
«Путешествие молодого композитора» — художественный фильм, снятый на киностудии «Грузия-фильм» в 1985 году. По жанру — ироническая киноповесть.

## Сюжет
Фильм снят по роману Отара Чхеидзе «Ветер, которому нет имени».
Действие фильма происходит в 1907 году. Главный герой фильма, композитор Никуша (Леван Абашидзе), отправляется в путешествие по сёлам Грузии для сбора народных песен. Его попутчиком случайно оказывается Леко Таташели (Гия Перадзе), который принимает Никушу за конспиратора-революционера, а карту с изображением сёл — за план организации восстания.

## В ролях
- Леван Абашидзе — композитор Никуша Чачанидзе
- Гия Перадзе — Леко Таташели
- Зураб Кипшидзе — Элизбар Хетерели
- Русудан Квливидзе — Текла Хетерели
- Руслан Микаберидзе — Шалва Хетерели
- Заза Колелишвили — Шакро Цискаришвили, управляющий
- Елена Иоселиани — Ефемия Хетерели
- Теймураз Джапаридзе — Георгий Оцхели
- Ираклий Хизанишвили — офицер
- Теймураз Бичиашвили
- Леван Турманидзе
- Чабуа Амирэджиби — Давид Итриели
- Зинаида Кверенчхиладзе — Гулкани
- Кетеван Орахелашвили — Гурандухти

## Фестивали и награды
- 1985 — 18 Всесоюзный кинофестиваль (Минск) в программе художественных фильмов: Главный приз и диплом — фильму «Путешествие молодого композитора».[1]
- 1986 — Фильм получил приз «Серебряный медведь» 36-го Берлинского кинофестиваля за лучшую режиссуру.